# هرمان ديلز
هرمان الكسندر ديلز (1848 - 1922 م) مختص ألماني في الفلسفة اليونانية.

## آثاره
أهم آثاره:
- «مؤرخو الأقوال اليونانيون» (1879 م).
- «شذرات من الفلاسفة القبسقراطيين» (1903 م).[1] وهذا الكتاب لازال مصدراً متدوالاً بين أيدي الباحثين.[2]

## روابط خارجية
- هرمان ديلز على موقع الموسوعة البريطانية (الإنجليزية)